# Affonso Camargo

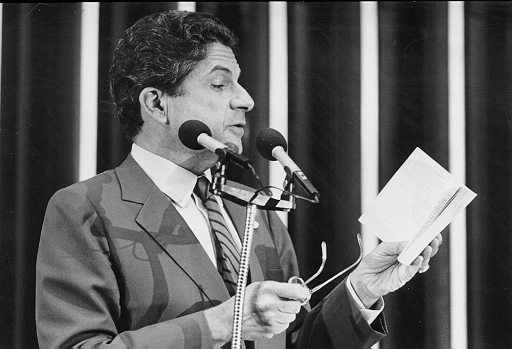
Affonso Alves de Camargo Neto

Affonso Alves de Camargo Neto (*  30. April 1929 in Curitiba, Paraná; † 24. März 2011 ebenda) war ein brasilianischer Politiker der Partido do Movimento Democrático Brasileiro (PMDB), der Partido Popular (PP) sowie später der Partido da Social Democracia Brasileira (PDSB).

## Leben
Nach dem Schulbesuch studierte Camargo, dessen Großvater Afonso Camargo zwischen 1916 und 1920 sowie 1928 und 1930 Gouverneur von Paraná war, Bauingenieurwesen an der Universidade Federal do Paraná und war nach Beendigung des Studiums 1952 als Bauingenieur tätig.
Seine eigene politische Laufbahn begann 1956 mit dem Eintritt in die PDC. In den folgenden Jahren wurde er von Ney Braga gefördert, einem ehemaligen Präfekten von Curitiba, der 1961 Gouverneur von Paraná wurde, und ihn zum Direktor der Wasser- und Elektrizitätsbehörde von Paraná ernannte. Danach wurde er 1962 Präsident der neugegründeten Entwicklungsgesellschaft Companhia de Desenvolvimento do Paraná (CODEPAR) sowie nach einer zwischen 1963 und 1964 ausgeübten Tätigkeit als Innen- und Justizminister von Paraná Vizegouverneur von Paraná und damit bis 1965 Vertreter von Ney Braga.
Anschließend wurde er Berater des von 1966 bis 1971 amtierenden Gouverneurs Paulo Cruz Pimentel, nachdem er sich zuvor erfolglos gegen Ney Braga für einen Sitz im Bundessenat des Nationalkongresses beworben hatte. Zwischen 1973 und 1974 war er als Präsident und Finanzdirektor der Staatsbank von Paraná tätig, ehe er 1974 Finanzminister des Bundesstaates wurde.
1979 wurde er schließlich als Vertreter der Partido Popular Mitglied im Bundessenat und gehörte diesem bis 1995 an.
Als Verkehrsminister im Kabinett von Präsident José Sarney von 1985 bis 1986 wurde er insbesondere durch das 1985 eingeführte Projekt zur Verteilung von Gutscheinen für öffentliche Verkehrsmittel bekannt. Zwischen April und Oktober 1992 war er Minister für Verkehr und Kommunikation in der Regierung von Präsident Fernando Collor de Mello.
1995 wurde er erstmals zum Mitglied in die Abgeordnetenkammer des Nationalkongresses gewählt und gehörte dieser nach seinen Wiederwahlen 1999, 2003 und 2007 bis zu seinem Tode wegen der Folgen einer Leberzirrhose.